# Annaka

Annaka (安中市 Annaka-shi?) este un municipiu din Japonia, prefectura Gunma.